# Bordó virágcincér
A bordó virágcincér (Stictoleptura erythroptera) a cincérfélék családjába tartozó, Európában és Kis-Ázsiában honos, lombos fákon élő bogárfaj. 

## Megjelenése
A bordó virágcincér testhossza 12-19 mm. Az előhát hátulsó pereme jóval szélesebb az elsőnél; szárnyfedőinek oldalvonalai végig keskenyednek. Teste fekete, szárnyfedői egyszínű barnásvörösek; lábai barnák vagy barnásvörösek, de az elülső comb vége és a lábszár, valamint a középső lábszár és a lábfejízek világosabb barnák vagy sárgásbarnák. A szárnyfedők pontozása sokkal durvább mint az előtoron, különösen középen. Az előtor pontozása durva és sűrű, helyenként összefolyó, sűrű szőrei hosszúak és barnák.  

## Elterjedése és életmódja
Dél-Európában, Közép-Európa déli részén és Kis-Ázsiában honos, a Pireneusoktól a Kaukázusig. Magyarországon a hegyvidékeken szórványosan fordul elő, a Bakonyból, a Mecsekből és a Kőszegi-hegységből ismert. 
Lárvája különféle lombos fák (bükk, tölgy, gesztenye, vadgesztenye, stb.) élő törzsének vagy vastag ágainak odvaiban fejlődik, ahol a fa gesztje melletti 1-5 cm vastag, elhalt, vörösbarnára színeződött szijácsban él. Fejlődése legalább három évig tart. Az imágó májustól augusztusig rajzik. Nappal aktív, többnyire a megfelelő tápnövényeket keresi, csak ritkán látogatja a virágokat. Sajátos tápanyagigénye miatt csak idős erdőkben fordul elő, ahol nincs erdőgazdálkodás vagy meghagyják az öreg fákat.  
Magyarországon nem védett.